# 竪三ツ蔵町
竪三ツ蔵町（たてみつくらちょう）は、愛知県名古屋市中区の地名。

## 歴史

### 町名の由来
当地は尾張藩の蔵屋敷である「三ツ蔵」の東側の南北の筋にあたることによる。三ツ蔵はもともと清須城下に福島正則が緊急時用の米蔵として建造させた3棟の蔵の通称であり、清洲越しにより数十棟の規模に拡大した後も同名称で呼ばれていたという。

### 沿革
- 1871年（明治4年） - 竪三ツ蔵町・三ツ蔵筋が成立[3]。
- 1878年（明治11年）12月28日 - 竪三ツ蔵町と三ツ蔵筋を併せ、名古屋区竪三ツ蔵町が成立[3]。
- 1889年（明治22年）10月1日 - 名古屋市成立により、同市竪三ツ蔵町となる[3]。
- 1908年（明治41年）4月1日 - 中区および西区編入により、中区竪三ツ蔵町と西区竪三ツ蔵町となる[3]。
- 1944年（昭和19年）2月11日 - 栄区編入により、同区竪三ツ蔵町として統合される[3]。
- 1945年（昭和20年）11月3日 - 栄区廃止により、中区竪三ツ蔵町となる[3]。
- 1966年（昭和41年）3月30日 - 中区栄一丁目・錦一丁目にそれぞれ編入され消滅[4]。